# Gajusz Skryboniusz Kurion (edyl 196 p.n.e.)
Gaius Scribonius Curio – rzymski urzędnik z II w. p.n.e., edyl plebejski w 196 p.n.e. i pretor miejski w 193 p.n.e.
Gajusz Skryboniusz Kurion był edylem plebejskim w 196 p.n.e. i razem z drugim edylem Gnejuszem Domicjuszem Ahenobarbusem zbudował świątynię na wyspie na Tybrze ku czci Fauna za pieniądze z grzywien od dzierżawców, którzy hodowali bydło, a od państwa wynajmowali pastwiska. W 193 p.n.e. był pretorem miejskim (praetor urbanus) i wprowadził do senatu poselstwa z Grecji i Azji. W 174 p.n.e. został głównym kurionem (curio maximus) w miejsce zmarłego w czasie zarazy Gajusza Mamiliusza Atellusa. Przydomek (cognomen) Curio w rodzinie Skryboniuszy prawdopodobnie pochodzi od tego urzędu.

## Źródła
- Liwiusz: Dzieje Rzymu od założenia miasta. Księgi XXVIII-XXXIV. Przełożył Mieczysław Brożek. Wrocław: Ossolineum i Wydawnictwo PAN, 1976. Brak numerów stron w książce
- Liwiusz: Dzieje Rzymu od założenia miasta. Księgi XLI-XLV. Periochy (streszczenia) ksiąg XLVI-CXLII. Przekład i opracowanie Mieczysław Brożek. Wrocław: Ossolineum i Wydawnictwo PAN, 1982. ISBN 83-04-01318-5. Brak numerów stron w książce